# Citronärla
Citronärla (Motacilla citreola) är en östeuropeisk och asiatisk fågel som tillhör familjen ärlor (Motacillidae).

## Utseende
Citronärlan är slank och har ärlesläktets karakteristiska långa, vippande stjärt. Den adulta hanen i häckningsdräkt är grå på ovansidan och lysande gul undertill och har gult huvud. I annan dräkt är det gula på undersidan vitare och huvudet brunare. De tre underarterna skiljer sig något åt i fjäderdräkt men det är främst hanen calcarata som är distinkt (se nedan).

## Läte
Kontaktlätet individer emellan är mycket likt gulärlans, ett "tslie", men flyktlätet skiljer sig tydligare, ett hårt och mer rivigt ljud: "tsriip". Sången liknar mest sädesärlans, med några få okomplicerade stavelser med pauser emellan, yttrade från en busktopp eller i sångflykt.

## Utbredning och systematik
Citronärlan häckar i östra Europa och i Asien. Den är en flyttfågel som övervintrar i södra Asien, ofta i höglandsområden, och så långt söderut som Bangladesh, Laos, Myanmar och Thailand. Dess utbredningsområde håller på att utvidgas västerut, och den är en sällsynt men allt vanligare gäst i Europa. Exempelvis häckar nominatformen i Finland och Polen sedan 1994. Fågeln observeras sällsynt men regelbundet i Sverige, och även enstaka häckningar har konstaterats. Den har påträffats över stora delar av världen, exempelvis på Island, i Australien, Sydafrika, USA och Seychellerna. 

### Underarter
Citronärlan delas upp i två underarter med följande utbredning:
- nordlig citronärla[7] Motacilla citreola citreola, inkl. quassatrix och werae (Portenko, 1960) – häckar i norra och östra Europa österut till centrala Sibirien, Mongoliet och nordöstra Kina
- Motacilla citreola calcarata (Hodgson, 1836) – häckar från östra Iran genom norra Afghanistan, Tibet, södra Kina och Myanmar

## Ekologi

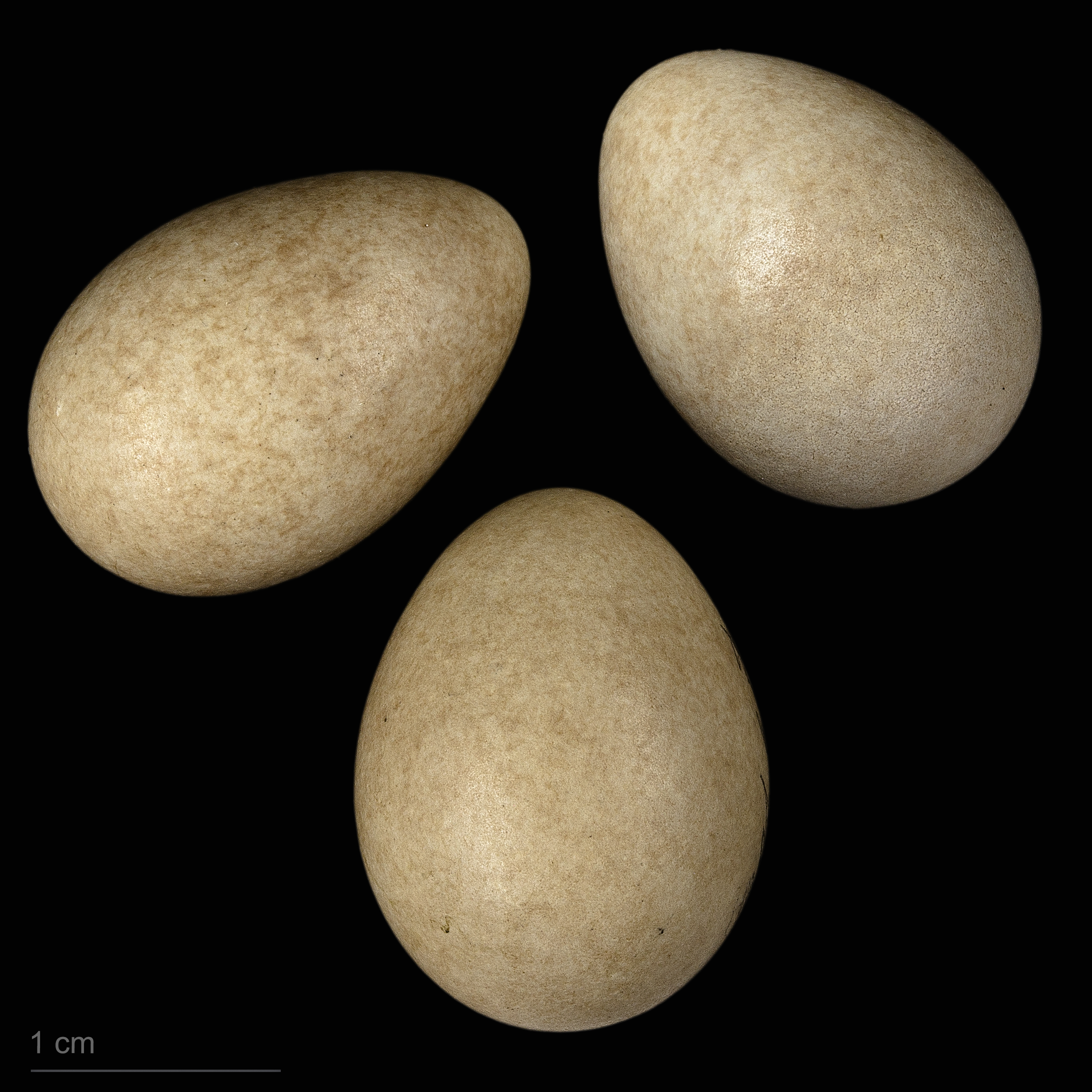
Ägg från citronärla.

Citronärla häckar på fuktiga ängar och tundra och bygger sitt skålformiga bo på marken. Den lägger fyra till sex fläckiga ägg som båda föräldrar ruvar i 14–15 dygn. Föräldrarna tar sedan hand om ungarna tills de är flygga efter 13–15 dygn. Den äter insekter och lever i öppna landskap nära vatten.

## Status och hot
Arten har ett stort utbredningsområde och en stor population, och tros öka i antal. Utifrån dessa kriterier kategoriserar IUCN arten som livskraftig (LC). I Europa tros det häcka 162 000 till 373 
000 par.

## Bildgalleri

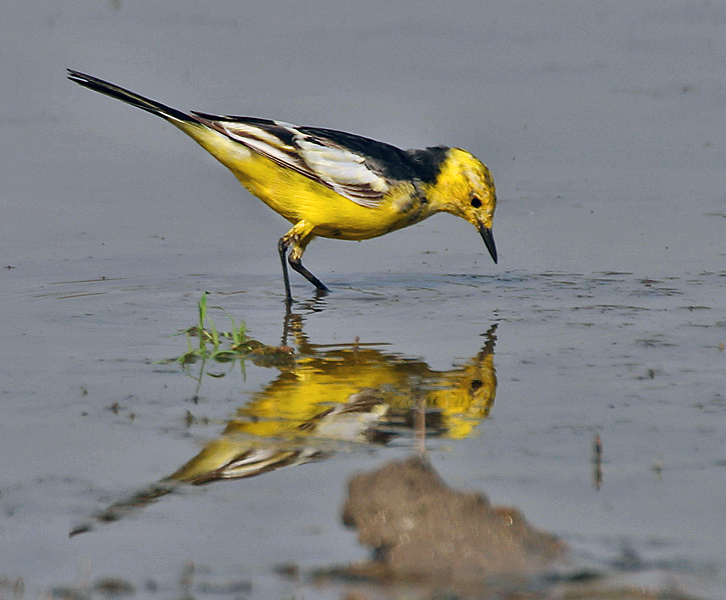
Häckande hane av underarten M. c. calcarata fotograferad i Nationalparken Keoladeo i Bharatpur, Rajasthan, Indien.
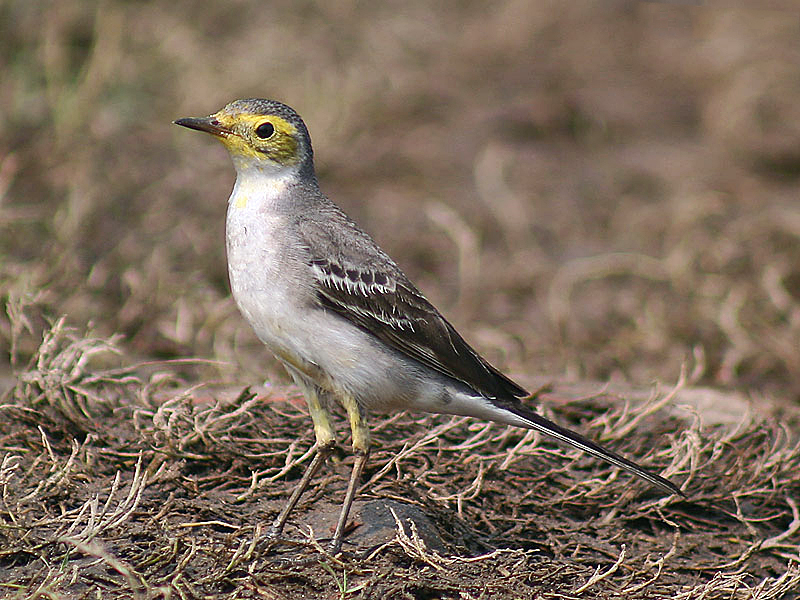
Individ i första vinterdräkt fotograferad vid Joka i Kolkata, Västbengalen, Indien.
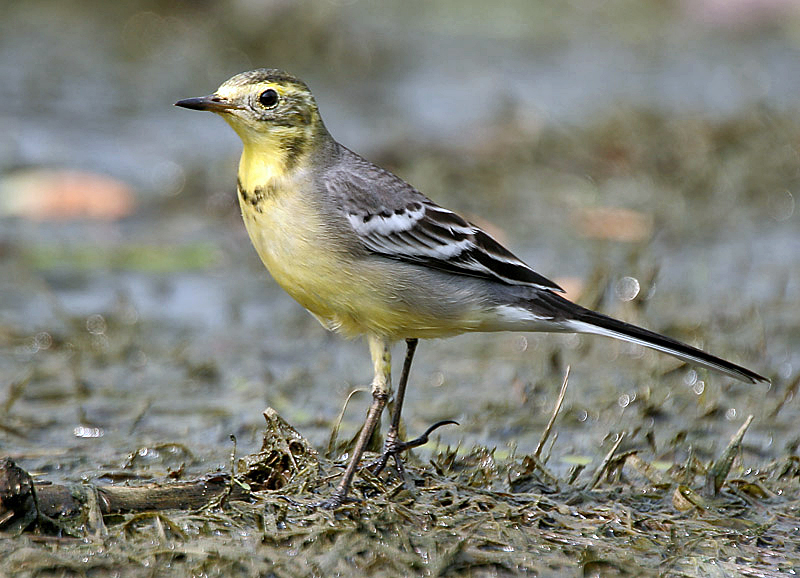
Hona i häckningsdräkt fotograferad i Narenderpur nära Kolkata, Västbengalen, Indien.